# Going Public
Going Public es el tercer y último álbum de estudio de Bruce Johnston. Fue grabada y publicado durante el intervalo que estuvo fuera de The Beach Boys, ya que regresaría al grupo unos años después.

## Lista de canciones
1. "I Write the Songs" (Bruce Johnston) – 4:05
2. "Deirdre" (Johnston, Brian Wilson) – 4:10
3. "Thank You, Baby" (Johnston) – 4:23
4. "Rendezvous" (Johnston, Bill Hudson, Brett Hudson, Mark Hudson) – 2:27
5. "Won't Somebody Dance with Me" (Lynsey De Paul) – 4:01
6. "Disney Girls" (Johnston) – 5:09
7. "Rock and Roll Survivor" (Johnston) – 2:54
8. "Don't Be Scared" (Johnston) – 3:08
9. "Pipeline" (Brian Carman, Bob Spickard) – 4:36

## Créditos
- Bruce Johnston - voz principal, piano, teclados, bajo y guitarra[1]
- Bob Alcivar - cuerno y arreglos instrumentales
- Michael Anthony - guitarra acústica
- Curt Becher - coros de fondo
- Harry Betts - arreglos de cuerdas
- Cindy Bullens - coros de fondo
- California Boys Choir - coros de fondo
- Ed Carter - guitarra
- Joe Chemay - bajo y coros de fondo
- Kathy Dragon - flauta
- Jim Haas - coros de fondo
- John Hobbs - guitarra y piano
- Igor Horoshevsky- violonchelo
- Jon Joyce - violonchelo y coros de fondo
- Diana Lee - coros de fondo
- Gary Mallaber - batería, coros de fondo
- Gary Puckett - coros de fondo
- Caleb Quaye - guitarra
- Chad Stuart - guitarra
- Richie Zito - guitarra